# Marunggi
Marunggi is een bestuurslaag in het regentschap Pariaman van de provincie West-Sumatra, Indonesië. Marunggi telt 2697 inwoners (volkstelling 2010).